# Federico Fazio
Federico Julián Fazio (født d. 17. marts 1987) er en argentinsk professionel fodboldspiller, som spiller for Serie A-klubben Salernitana.

## Klubkarriere

### Ferro Carril Oeste og Sevilla
Fazio begyndte sin karriere i hjemlandet hos Ferro Carril Oeste, hvor han gjorde sin professionelle debut i 2005. Han skiftede i 2007 til Sevilla.

### Tottenham
Fazio skiftede i august 2014 til Tottenham Hotspur. Han gjorde sin debut den 18. oktober 2014, men fik direkte rødt kort her for en tackling på Sergio Agüero.

#### Leje tilbage til Sevilla
Fazio blev i januar 2016 lejet tilbage til Sevilla. Det lykkedes her Fazio igen at få et rødt kort i sin første kamp med klubben.

### AS Roma
Fazio skiftede i august 2016 til AS Roma på en lejeaftale med muligheden for at gøre aftalen permanent. Aftalen blev permanent i juli 2017.
Efter José Mourinhos ankomst til klubben som træner, blev Fazio isoleret fra holdet, da Mourinho ikke så ham som en del af hans planer med klubben. Dette resulterede i, at han tvang Fazio til at træne for sig selv.

### Salernitana
Fazio skiftede i januar 2022 til Salernitana.

## Landsholdskarriere

### Ungdoms- og olympiske landshold
Fazio var del af Argentina U/20-landsholdet som vandt U/20 VM 2007. Han var året efter del af Argentinas trup til OL 2008, hvor at Argentina vandt guld.

### Seniorlandshold
Fazio debuterede for det argentinske landshold den 1. juni 2011. Han var del af Argentinas trup til VM 2018.

## Titler
Sevilla B
- Segunda División B: 1 (2006–07)

Sevilla
- Copa del Rey: 1 (2009–10)
- Supercopa de España: 1 (2007)
- UEFA Europa League: 1 (2013–14)

Argentina U/20
- U/20 VM: 1 (2007)

Argentina U/23
- Sommer-OL Guldmedalje: 1 (2008)